# آزمایش (فیلم ۲۰۱۰)
آزمایش (انگلیسی: The Experiment) فیلمی بر اساس رخداد واقعی در ژانر مهیج به کارگردانی پل شیورینگ است که در سال ۲۰۱۰ منتشر شد.

## خلاصه فیلم
۲۶ نفر برای انجام یک تست روان‌شناسی برگزیده شده‌اند تا در نقش نگهبانان و زندانی‌ها در یک زندان ظاهر شوند. اما این آزمایش خیلی زود از کنترل خارج می‌شود...

## بازیگران
- آدرین برودی
- فارست ویتاکر
- کم جیجاندت
- فیشر استیونس
- مگی گریس
- تراویس فیمل
- دیوید بنر